# Theatrhythm Final Fantasy: Curtain Call
Theatrhythm Final Fantasy: Curtain Call ist ein Videospiel für den Nintendo 3DS, welches 2014 von Square Enix und indieszero entwickelt und veröffentlicht wurde. Es ist der Nachfolger des 2012 herausgebrachten Theatrhythm Final Fantasy. Im Vergleich zum Vorgänger bietet Theatrhythm Final Fantasy: Curtain Call eine deutlich größere Auswahl an Musikstücken, ein überarbeiteter Spielmodus und die Möglichkeit weitere Charaktere freizuschalten. In Japan erhielt das Spiel vorwiegend positive Kritiken, bei Metacritic erhielt das Spiel eine Wertung von 89 Prozent basierend auf 52 Spielerkritiken.

## Entwicklung
Ein erstes Zeichen für eine Fortsetzung der Theatrhythm-Reihe wurde Anfang September des Jahres 2013 mit der Eintragung der Wortmarke ins nordamerikanische Markenregister gegeben. Etwa zwei Wochen darauf wurde der offizielle Spiele-Titel im Shōnen Jump bekanntgegeben. Ab 4. September 2014 wurde die offizielle englischsprachige Demoversion des Spiels im Nintendo eShop zum Download bereitgestellt, mit welcher weitere Spielecharaktere im Hauptspiel freigeschaltet werden konnten, wenn diese Demoversion heruntergeladen wurde. Laut Produzent Ichiro Hazama sollte Curtain Call das letzte Spiele der Theatrhythm-Reihe sein. Allerdings wurde Ende 2014 mit Theatrhythm Dragon Quest, ein neuer Titel angekündigt, welcher 2015 zunächst in Japan erscheinen soll.

## Spielprinzip
Wie im Vorgänger auch, kann der Spieler bei Theatrhythm Final Fantasy: Curtain Call ein Team aus vier Charakteren aus allen bisher veröffentlichten Final-Fantasy-Spielen aufstellen um diese durch die einzelnen Aufgaben zu führen. Die Aufgabe ist es, die Charaktere erfolgreich durch ein Lied zu navigieren ohne das dabei die Gesundheitsanzeige auf Null fällt. Dies geschieht, sobald der Spieler eine Vorgabe nicht korrekt folgt oder auslässt. Bei erfolgreichem Abschluss eines Stückes erhält der Spieler sogenannte Rhythmuspunkte.
Wie bei Theatrhythm Final Fantasy auch, sind die Lieder in drei Kategorien unterteilt: In Feldmusik (Field music), Kampfmusik (Battle music) und Eventmusik (Event music), wobei in den einzelnen Aufgaben lediglich erste beiden vorkommen und die Eventmusik erst nach und nach freigeschaltet werden kann. Bei der Feldmusik-Aufgabe steuert der Spieler einen einzelnen Charakter durch die gesamte Länge eines Liedes und versucht dabei durch Ziehen, Drücken oder Nachfahren des Touchpen auf dem Bildschirm die vorgegebenen Zeichen richtig zu treffen. Bei der Kampfmusik steuert der Spieler die gesamte Gruppe und trifft dabei gelegentlich auf Bossgegner. In Quests sind Bosskämpfe ausschließlich in der Kampfmusik zu finden. Die Eventmusik-Aufgabe besteht darin, die Vorgaben mit dem Touchpen im richtigen Moment zu erfüllen, während im Hintergrund Spielesequenzen zu sehen sind. Neuerungen des Spiels sind unter anderem die Medley Quests, welches den Chaos Shrine aus dem Vorgänger ersetzen, das Card Crystarium mit welchem der Spieler einzelne Charakter mithilfe der im Spielverlauf erhaltenen CollectaCards aufwerten kann, Fat Chocobo – welches ab und zu – am Ende einer Feldmusik-Aufgabe erscheint und dem Spieler bei erfolgreichen Abschluss eine Schatztruhe hinterlässt, sowie diverse kleinere Änderungen.
Das Spiel umfasst insgesamt 221 Stücke – ohne DLC –, darunter auch Musik aus den Spielen Final Fantasy X-2, Final Fantasy XIII-2, Lightning Returns: Final Fantasy XIII, Final Fantasy XIV: A Realm Reborn, Final Fantasy Type-0, sowie aus den Franchises Tactics, Dissidia, Crystal Chronicles, Adventure und dem Film Final Fantasy VII: Advent Children. Der Spieler kann sein Team aus 60 Charakteren – ohne DLC – zusammenstellen. Ende Dezember 2014 kündigte Square Enix ein DLC an, mit denen auch Lieder und Charaktere aus den Final-Fantasy-fernen Spielen Bravely Default und Chrono Trigger hinzugefügt werden können.

## Charaktere und Lieder

### Spielbare Charaktere
| Charakter          | Spiel                           |
| ------------------ | ------------------------------- |
| Krieger des Lichts | Final Fantasy                   |
| Firion             | Final Fantasy II                |
| Zwiebelritter      | Final Fantasy III               |
| Cecil Harvey       | Final Fantasy IV                |
| Bartz Klauser      | Final Fantasy V                 |
| Terra Branford     | Final Fantasy VI                |
| Cloud Strife       | Final Fantasy VII               |
| Squall Leonheart   | Final Fantasy VIII              |
| Zidane Tribal      | Final Fantasy IX                |
| Tidus              | Final Fantasy X                 |
| Shantotto          | Final Fantasy XI                |
| Vaan               | Final Fantasy XII               |
| Lightning          | Final Fantasy XIII              |
| Y’shtola           | Final Fantasy XIV: Realm Reborn |

### Im Spielmodus freischaltbare Charaktere
Im Spielverlauf erhält der Spieler verschieden farbige Scherben (engl.: shards) mit denen weitere Charaktere freigeschaltet werden können. Chaos hingegen kann nicht mit diesen Scherben freigeschaltet werden, sondern wird nach seinem Bezwingen automatisch freigeschaltet. Nachfolgend ist eine Liste mit den Charakteren, die im Spiel freigeschaltet werden können. DLC’s werden nicht berücksichtigt.
| Charakter                  | Spiel                                 |
| -------------------------- | ------------------------------------- |
| Prinzessin Sarah           | Final Fantasy                         |
| Minwu                      | Final Fantasy II                      |
| Cid Haze                   | Final Fantasy III                     |
| Rydia                      | Final Fantasy IV                      |
| Kain Highwind              | Final Fantasy IV                      |
| Edge Geraldine             | Final Fantasy IV                      |
| Faris Scherwiz             | Final Fantasy V                       |
| Lenna Charlotte            | Final Fantasy V                       |
| Tycoon                     | Final Fantasy V                       |
| Galuf Halm Baldesion       | Final Fantasy V                       |
| Locke Cole                 | Final Fantasy VI                      |
| Celes Chere                | Final Fantasy VI                      |
| Edgar Roni Figaro          | Final Fantasy VI                      |
| Tifa Lockhart              | Final Fantasy VII                     |
| Sephiroth                  | Final Fantasy VII                     |
| Barret Wallace             | Final Fantasy VII                     |
| Aerith Gainsborough        | Final Fantasy VII                     |
| Seifer Almasy              | Final Fantasy VIII                    |
| Rinoa Heartilly            | Final Fantasy VIII                    |
| Laguna Loire               | Final Fantasy VIII                    |
| Vivi Ornitier              | Final Fantasy IX                      |
| Garnet Til Alexandros XVII | Final Fantasy IX                      |
| Eiko Carol                 | Final Fantasy IX                      |
| Yuna                       | Final Fantasy X                       |
| Auron                      | Final Fantasy X                       |
| Jecht                      | Final Fantasy X                       |
| Prishe                     | Final Fantasy XI                      |
| Aphmau                     | Final Fantasy XI                      |
| Lilisette                  | Final Fantasy XI                      |
| Ashelia B’nargin Dalmasca  | Final Fantasy XII                     |
| Balthier                   | Final Fantasy XII                     |
| Fran                       | Final Fantasy XII                     |
| Snow Villiers              | Final Fantasy XIII                    |
| Hope Estheim               | Final Fantasy XIII                    |
| Oerba Dia Vanille          | Final Fantasy XIII                    |
| Serah Farron               | Final Fantasy XIII-2                  |
| Noel Kreiss                | Final Fantasy XIII-2                  |
| Lightning                  | Lightning Returns: Final Fantasy XIII |
| Yuna                       | Final Fantasy X-2                     |
| Rikku                      | Final Fantasy X-2                     |
| Paine                      | Final Fantasy X-2                     |
| Benjamin                   | Final Fantasy Mystic Quest            |
| Ciaran                     | Final Fantasy: Crystal Chronicles     |
| Tifa Lockhart              | Final Fantasy VII: Advent Children    |
| Zack Fair                  | Crisis Core – Final Fantasy VII       |
| Ramza Beoulve              | Final Fantasy Tactics                 |
| Agrias Oaks                | Final Fantasy Tactics                 |
| Cosmos                     | Dissidia Final Fantasy                |
| Chaos                      | Dissidia Final Fantasy                |
| Ace                        | Final Fantasy Type-0                  |
| Machina Kunagiri           | Final Fantasy Type-0                  |
| Rem Tokimiya               | Final Fantasy Type-0                  |

### Lieder
| Spiel                                 | Field Music | Battle Music | Event Music                                                     |
| ------------------------------------- | --- | --- | --------------------------------------------------------------- |
| Final Fantasy                         | Main Theme Castle Cornelia Opening Theme Matoya’s Cave Mt. Gulg Airship Sunken Shrine                                                            | Battle Miniboss Battle Final Battle                                                                                                 |                                                                 |
| Final Fantasy II                      | Main Theme Town Dungeon Tower of the Magi Finale                                                                                                 | Battle Theme 1 The Rebel Army Battle Theme 2                                                                                        |                                                                 |
| Final Fantasy III                     | Crystal Cave Eternal Wind The Boundless Ocean Aria, the Maiden of Water Let Me Know the Truth The Crystal Tower                                  | Battle 1 Battle 2 This is the Last Battle                                                                                           |                                                                 |
| Final Fantasy IV                      | The Red Wings Theme of Love Main Theme of Final Fantasy IV Troian Beauty Tower of Zot The Airship Within the Giant                               | Battle 1 Battle 2 Battle With The Four Friends The Final Battle                                                                     |                                                                 |
| Final Fantasy V                       | Four Hearts Harvest Home, Sweet Home Mambo de Chocobo The Airship A New World In Search of Light                                                 | Main Theme Of Final Fantasy V Battle 1 Battle at the Big Bridge The Decisive Battle The Final Battle                                |                                                                 |
| Final Fantasy VI                      | Terra’s Theme Edgar & Sabin’s Theme Celes’s Theme The Airship Blackjack Searching for Friends Kefka’s Tower                                      | Battle The Decisive Battle Battle to the Death Dancing Mad                                                                          |                                                                 |
| Final Fantasy VII                     | Main Theme of Final Fantasy VII Gold Saucer Cosmo Canyon The Highwind Takes to the Skies Judgement Day                                           | Let the Battle Begin! Fight On! J-E-N-O-V-A Aerith’s Theme The One-Winged Angel                                                     |                                                                 |
| Final Fantasy VIII                    | Blue Fields Find Your Way Waltz of the Moon Fisherman’s Horizon Ride On The Castle Ending Theme                                                  | Don’t Be Afraid Force Your Way The Man with the Machine Gun Maybe I’m a Lion The Extreme                                            |                                                                 |
| Final Fantasy IX                      | Over the Hill Dark City Treno Aboard the Hilda Garde Not Alone Behind the Door Melodies for Life – Final Fantasy A Place to Call Home            | Battle 1 Battle 2 Swords of Fury Festival of the Hunt Something to Protect The Darkness of Eternity The Final Battle                |                                                                 |
| Final Fantasy X                       | Zanarkand Spira Unplugged Mi’ihen Highroad Movement in Green Suteki Da Ne (Isn’t It Wonderful?) Launch Servants of the Mountain A Fleeting Dream | Battle Theme Challenge Fight With Seymour Otherworld A Contest of Aeons Final Battle                                                |                                                                 |
| Final Fantasy XI                      | Vana’diel March Ronafaure Gustaberg Sarutabaruta Heavens Tower Voyager Selbina The Sanctuary of Zi’Tah                                           | Battle Theme FFXI Opening Theme Awakening Fighters of the Crystal Ragnarok Shinryu                                                  |                                                                 |
| Final Fantasy XII                     | Streets of Rabanastre The Dalmasca Estersand Heart of a Child Giza Plains The Mosphoran Highwaste The Arcadian Empire                            | Final Fantasy (FFXII Version) Boss Battle Battle with an Esper Life and Death Flash of Steel Struggle for Freedom Ending Movie      |                                                                 |
| Final Fantasy XIII                    | The Sunleth Waterscape March of the Dreadnoughts The Gapra Whitewood The Archylte Steppe Dust to Dust                                            | Blinded By Light Defiers of Fate Saber’s Edge Desperate Struggle Fighting Fate                                                      |                                                                 |
| Final Fantasy XIV: A Realm Reborn     | To the Sun On Westerly Winds Serenity Engage | The Land Breathes Fallen Angel Torn from the Heavens Under the Weight                                                               | Answers                                                         |
| Final Fantasy Mystic Quest            | | Battle 1 Battle 2 |                                                                 |
| Final Fantasy Fables: Chocobo Dungeon | Dungeon Hero X’s Theme Raffaello Battle Guardian of the Dark II                                                                                  | |                                                                 |
| Dissidia Final Fantasy                | Gate to the Rift | The Troop’s Advance The Decisive Battle (arrangement: from Final Fantasy VI) Dissidia Ending Dissidia Final Fantasy (Final Trailer) |                                                                 |
| Final Fantasy Series                  | | Chaos Shrine – TFFCC BMS Arrangement – From Final Fantasy                                                                           | Theatrhythm Final Fantasy Curtain Call (Special Arrange Medley) |
| Final Fantasy Tactics                 | Prologue | Answers Antipyretic Ultima’s Transformation                                                                                         | Opening                                                         |
| Final Fantasy X-2                     | The Farplane Abyss We’re the Gullwings | YRP, Fight! No. 1 Let Me Blow You a Kiss Resting Place                                                                              | 1000 Words                                                      |
| Final Fantasy Crystal Chronicles      | Sound of the Wind Across the Divide | Monster Ronde United, Heaven-Sent This Is the End for You!                                                                          | Moonless Starry Night                                           |
| Final Fantasy VII: Advent Children    | Cloud Smiles | Those Who Fight (Piano Version) Divinity II J-E-N-O-V-A (Advent Children Version)                                                   | Advent: One-Winged Angel                                        |
| Crisis Core – Final Fantasy VII       | Timely Ambush A Flower Blooming in the Slums | Encounter The SOLDIER Way The Price of Freedom                                                                                      | CRISIS CORE Theme – Dreams and Honor                            |
| Dissidia 012 Final Fantasy            | Gate to the Rift | Cantata Mortis Dissidia 012[Duodecim] Trailer                                                                                       | Lux Concordiae                                                  |
| Final Fantasy Type-0                  | The Earth Under Our Feet Soar Tempus Finis | War: Worth a Thousand War: The White Weapon Vermilion Fire                                                                          | We Have Come                                                    |
| Final Fantasy XIII-2                  | Historia Crux Groovy Chocobo Eclipse Noel’s Theme – Final Journey                                                                                | The Last Hunter Etro’s Champion Heart of Chaos                                                                                      | Warrior Goddess                                                 |
| Lightning Returns: Final Fantasy XIII | The Glittering City of Yusnaan The Dead Dunes | Crimson Blitz Chaos Lightning Returns                                                                                               | Savior of Souls                                                 |

## Rezeption
Theatrhythm Final Fantasy: Curtain Call erhielt eine positive Resonanz in Japan. Drei von vier Kritikern des Famitsu bewerteten das Spiel mit 9, einer mit 8 Punkten, sodass das Spiel 35 von insgesamt 40 möglichen Punkten erreichen konnte. In Japan verkaufte sich das Spiel innerhalb der ersten Woche nach Erscheinen des Spiels rund 80.000 mal. Square Enix ließ eine große Anzahl des Spiels produzieren. Grund dafür war, dass die Verkaufszahlen bereits beim Vorgänger dermaßen groß waren, dass die Firma Probleme bekam, die Anfragen nach dem Spiel zu bewältigen.
Auch außerhalb Japans erhielt das Spiel überwiegend positive Rezensionen. Martin Eiser von Gamereactor beschrieb das Spiel als „Fanservice Deluxe“. Er hob positiv hervor, dass vor allem die Musik von Nobuo Uematsu, welcher sich für die Musik der meisten Final-Fantasy-Spielen verantwortlich zeigte, „etwas Magisches an sich habe“. Eiser sagte, dass das erste Spiel ähnlich gut angekommen sei, bei Curtain Call jedoch etliche Neuerungen einen positiven Wert erreicht haben. Lukas Schmid von PC Games unterstrich in seiner Kritik die Meinung vieler anderer Rezensenten und war sogar der Meinung, dass Curtain Call in „allen Belangen besser als der Vorgänger“ sei. Auch bei Gamezone kam das Spiel gut an. Es wurde der große Umfang der Lieder und der spielbaren Charaktere gelobt, allerdings biete das Spiel zu wenig Neuerung im Vergleich zum Vorgänger, sodass der Kritiker zum Schluss kommt, dass jeder Käufer für sich selbst entscheiden müsse, ob das Spiel gekauft werden soll oder nicht, wenn man den ersten Teil bereits gespielt hat.